# Csókolózási ügy
A csókolózási ügy tiltakozásokat és jogi ellenkezést váltott ki az Egyesült Államokban az amerikai polgárjogi mozgalomhoz kapcsolódóan. 1958-ban az észak-karolinai Monroe-ban két afroamerikai fiút, a 7 éves David „Fuzzy” Simpsont és a 9 éves James Hanover Thompsont letartóztatták, mert játék közben egy környékbeli fehér lány arcon csókolta őket. Szexuális kényszerítéssel vádolták meg, és 21 éves korukig tartó javítóiskolára ítélték őket.

## Események
Miután a lány elmondta anyjának a történteket, apja és fehér szomszédaik fegyveresen indultak a fiúk és szüleik keresésére. Még aznap este a rendőrség letartóztatta Thompsont és Simpsont, szexuális kényszerítés gyanúja miatt. A fiúkat őrizetbe vették, és hat napig bezárva tartották őket; szüleikkel és ügyvéddel nem találkozhattak. Megbilincselték és megverték őket a helyi rendőrőrs alagsori cellájában. Néhány nap múlva a fiatalkorúak bírósága bűnösnek találta, és határozatlan idejű javítóiskolára ítélte őket. A fiúknak - akik még mindig nem kaphattak jogi képviselőt -, azt mondták, hogy akár 21 éves korukig is ide kerülhetnek. A helyi Ku Klux Klan, melynek parancsnoksága volt Monroe-ban, kereszteket égetett a fiúk háza előtt, és néhányan rá is lőttek a házakra.
Robert F. Williams polgárjogi harcos, az NAACP helyi vezetője tiltakozásokat szervezett a letartóztatás és az ítélet ellen. A volt first lady, Eleanor Roosevelt megpróbálta felvenni a kapcsolatot az állam kormányzójával. A helyi és állami kormányzat először elutasította a döntés felülvizsgálatát. Williams ekkor Conrad Lynn, ismert fekete polgárjogi ügyvédhez fordult, aki New York-ból Monroe-ba utazott, hogy ellássa a fiúk jogi védelmét, azonban Luther H. Hodges kormányzó, és Malcolm Seawell állami főügyész elutasította az ügyvéd felülvizsgálati kérelmét. 
A fiúk hetekig nem láthatták szüleiket. Végül Joyce Egginton, a londoni Observer újságírója engedélyt kapott a fiúk meglátogatására, és magával vihette édesanyjaikat is. Eggington egy becsempészett fényképezőgéppel fotókat készített a viszontlátásról, a gyerekeket ölelő anyákról. 
A fényképek és a fiúk története rövid idő alatt bejárta a világot, és nemzetközi felháborodást váltott ki. Európában nemzetközi bizottság alakult Thompson és Simpson védelmére. Hatalmas Amerika-ellenes felvonulásokat tartottak Párizsban, Rómában, Bécsben és Rotterdamban, az amerikai nagykövetséget pedig kővel dobálták meg. Februárban a hatóságok felajánlották, hogyha a fiúk elismerik bűnösségüket, akkor szabadon engedik őket, de a szülők elutasították a nyilatkozat aláírását. Két nappal ezután az állam kormányzója feltétel és indoklás nélkül kegyelemben részesítette Thompsont és Simpsont.

## Fordítás
Ez a szócikk részben vagy egészben  a   Kissing Case című angol Wikipédia-szócikk ezen változatának fordításán alapul.  Az eredeti cikk szerkesztőit annak laptörténete sorolja fel. Ez a jelzés csupán a megfogalmazás eredetét és a szerzői jogokat jelzi, nem szolgál a cikkben szereplő információk forrásmegjelöléseként.